# Bernaschek-Insel
Die Bernaschek-Insel ist eine österreichische Binneninsel im Inn bei Schärding. Sie liegt nahe des westlichen Endes der Vornbacher Enge und gehört verwaltungsmäßig zur Ortschaft Sachsenberg der politischen Gemeinde Wernstein am Inn.

## Name
Die geografisch korrekte, jedoch heute auch lokal kaum bekannte, Bezeichnung der Binneninsel lautet Fergeninsel. Der im Volksmund gebräuchliche Name Bernaschek-Insel entstand nach der erfolgreichen Flucht von Richard Bernaschek, des oberösterreichischen Anführers des Republikanischen Schutzbundes, der nach dem Februaraufstand 1934 mit Unterstützung von Nationalsozialisten über diese Insel ins Deutsche Reich entkommen konnte.

## Geschichte

### 19. Jahrhundert
Mitte des 19. Jahrhunderts waren hier umfangreiche Sprengarbeiten vorgenommen worden, um den Inn schiffbar zu machen. Wegen der Bedeutungslosigkeit eines so entstandenen, etwa 600 m² großen Eilandes und der traditionell guten Beziehungen zwischen Österreich und Bayern hatte man es von österreichischer Seite verabsäumt, diese Insel grundbuchlich absichern zu lassen.

### 1933 bis 1938
Ab der Ernennung Hitlers zum Reichskanzler am 30. Januar 1933 nützen viele Nationalsozialisten die Insel zum illegalen Grenzübertritt. Geschützt durch das bewaldete Umland war es leicht möglich, ungesehen ans Flussufer und nach etwa 50 Schritten auf die Insel zu gelangen. Diese war durch eine schwarzweißrote Flagge und die Hakenkreuzfahne als deutsches Gebiet ausgewiesen und zumeist von SA-Männern besetzt, so dass dort der österreichische Grenzschutz nicht mehr eingreifen konnte. Hauptaufgabe der SA-Leute war es, Flüchtlinge in das bayerische Vornbach zu bringen.
In der Nacht auf den 3. April 1934 ließ der nationalsozialistisch gesinnte Direktor des Linzer Landesgerichtsgefängnisses, Ernst Seiler, drei Sozialdemokraten (Richard Bernaschek, Otto Huschka, Franz Schlagin) sowie zwei Nazis (Ignaz Faster, Karl Straßmayr) unter Mithilfe des Justizwachebeamten Karl Dobler aus der Haft entkommen. Alle fünf wurden von NS-Fluchthelfern nach Schärding gebracht, wo sie bei der Fergen-Insel den Inn überquerten: Das Fluchtauto konnte eine Heimwehr-Patrouille ungehindert passieren und erreichte über Eferding und Peuerbach Wernstein am Inn. Von dort ging es [...] zu Fuß die Innlände entlang. Schließlich erreichten Bernaschek und seine Begleiter die vereinbarte Stelle gegenüber Kloster Vornbach. "Wir haben sie schon kommen gesehen, es war alles vorbereitet", erinnert sich Karl Wesenauer, der als 14-Jähriger Augenzeuge der Flucht wurde. Zwei Fluchthelfer, ein Schärdinger Brüderpaar, nahm[en] die Ankömmlinge in Empfang. Zu Fuß marschierten sie durch den seichten Inn bis zur [...] Insel, wo sie in eine Zille umstiegen, die von Angehörigen der "Österreichischen Legion" bereitgestellt worden war. Auf der anderen Innseite gelangten sie auf deutschen Boden, Bernaschek war in Sicherheit.
Nach der Flucht Bernascheks wurde die Insel zu einem beliebten Ausflugsziel der Nationalsozialisten, wobei sich auf deutscher Seite die SA und auf österreichischer Seite die Heimwehr oder Mitglieder des Schutzkorps gegenüberstanden. Da in der Schärdinger Bevölkerung die Insel als österreichisches Hoheitsgebiet galt, wurde in der Nacht zum 21. Oktober 1934 die auf der Insel gehisste Hakenkreuzfahne von Schutzkorpsangehörigen entfernt und nach Schärding gebracht. Dies hatte zur Vermeidung einer diplomatischen Intervention eine offizielle Entschuldigung des oberösterreichischen Sicherheitsdirektors Revertera zur Folge.
Der Besitzer des gegenüber der Insel am bayerischen Innufer gelegenen Schlosses Vornbach, Paul Freiherr von Schaetzler, teilte 1935 in einem Brief mit, dass er bereits 150 Flüchtende aus Österreich versorgt habe, die dann großteils der Österreichischen Legion zugeführt wurden. Die Insel wurde von der SA auch zu Propagandazwecken genutzt, etwa indem über Lautsprecher das Horst-Wessel-Lied und andere Nazimusik in Richtung Österreich gesendet wurden.
Nach einem Notenwechsel zwischen der Österreichischen Gesandtschaft mit dem Auswärtigen Amt in Berlin wurde am 27. September 1935 festgehalten, dass die Insel nach dem Staatsvertrag von 1820 auf österreichischem Gebiet liege. Nach dieser Klärung wurden die deutschen Fahnen entfernt und das Eiland mit einem Pfeiler mit der Aufschrift „Bundesstaat Österreich“ versehen. Bei der Eintragung der Insel in das Grundbuch von Schärding wurde der Name der Insel mit Fergeninsel festgehalten. Dies ist auch heute noch die amtliche Bezeichnung des Eilandes.

### 1938 bis heute
Mit dem „Anschluss“ Österreichs an das Deutsche Reich verlor die Insel ihre politisch-strategische Bedeutung wieder und erlangte sie auch nach dem Ende der Zeit des Nationalsozialismus 1945 nicht wieder.
Durch die Inbetriebnahme des Kraftwerks Passau-Ingling 1965 änderte sich die geografische Situation der Insel wesentlich. In ihrem Bereich stieg der Innspiegel um etwa fünf Meter, wodurch Teile der Uferhänge im Wasser verschwanden. Die Insel liegt nun weiter als vorher im Fluss und ist seither vom österreichischen Ufer aus nicht mehr – wie bei der Flucht Bernascheks beschrieben – zu Fuß zu erreichen.  
Infolge des 2009 fertig gestellten Ausbaus der Bahnstrecke Wels–Passau veränderte sich die geografische Situation der Insel erneut. Der Auwald am österreichischen Innufer wurde auf Höhe der Insel gerodet, es wurde ein 13 m hoher Damm errichtet, über den heute die 120 m lange Taxengrabenbrücke führt. Ferner wurde aus Gründen des Hochwasserschutzes eine Bucht im Bereich des Taxengrabens angelegt.

## Galerie

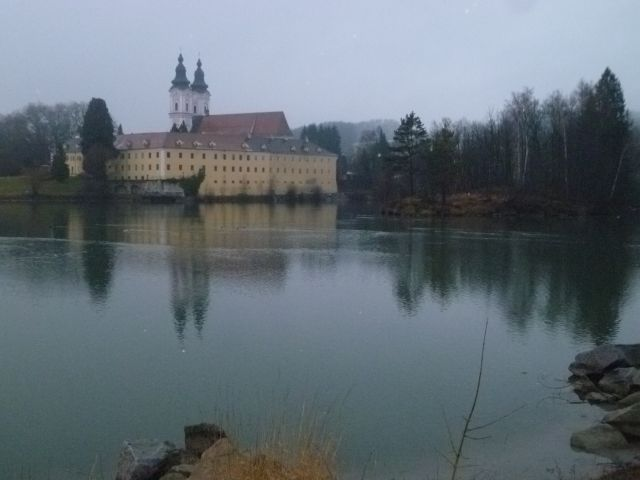
„Bernaschekinsel“ (rechts) mit  Schloss Vornbach am deutschen Innufer (links)
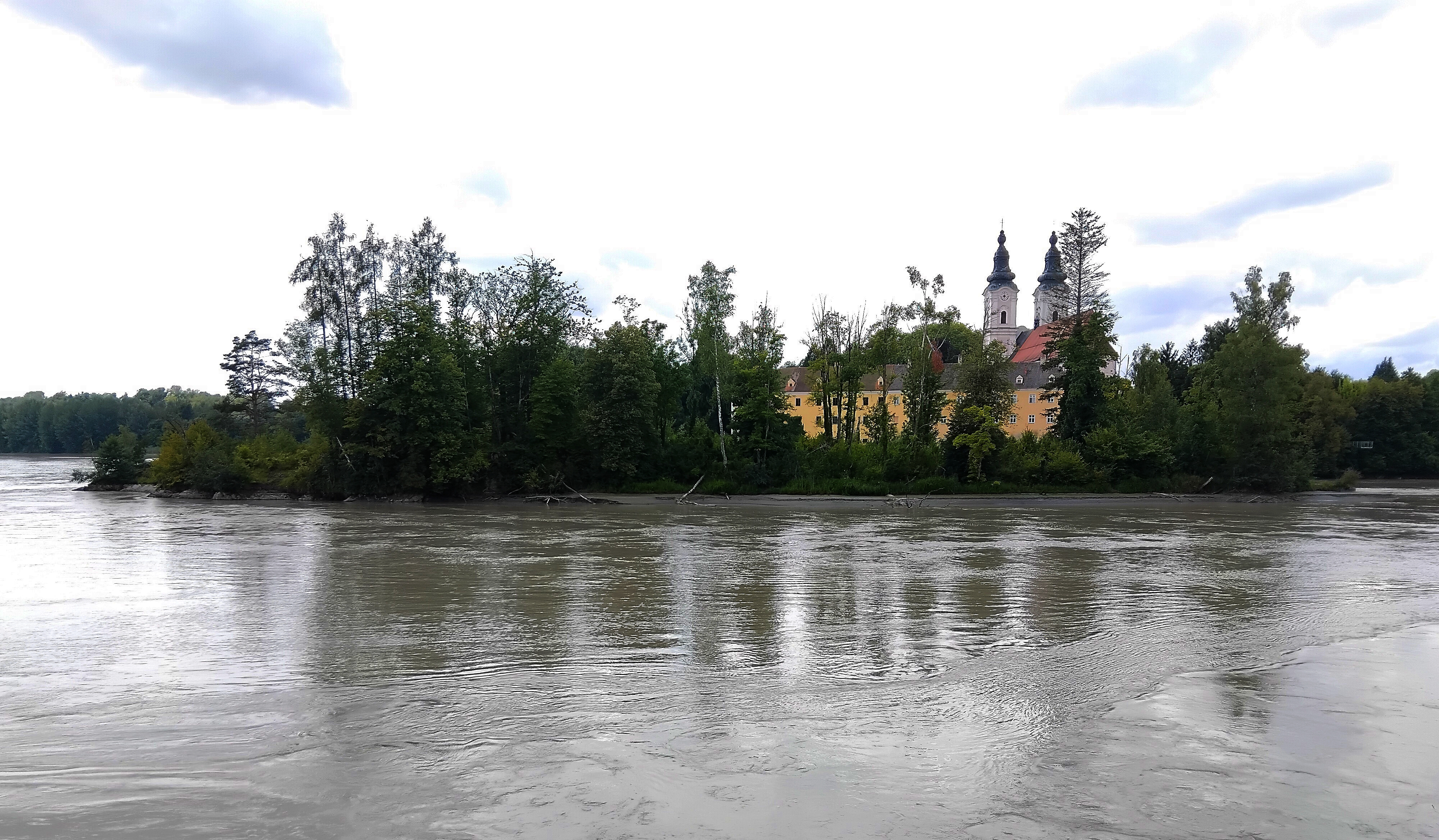
„Bernaschekinsel“ vom österreichischen Innufer aus, im Hintergrund die Gebäude von Schloss Vornbach
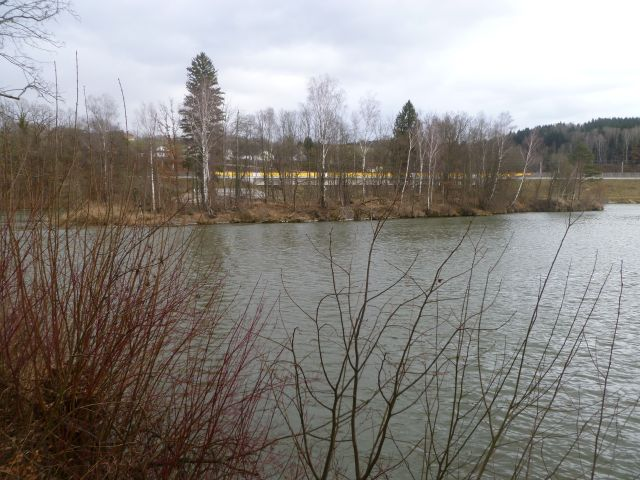
Fergeninsel vom deutschen Innufer aus, im Hintergrund die Taxengrabenbrücke der Bahnstrecke Wels–Passau
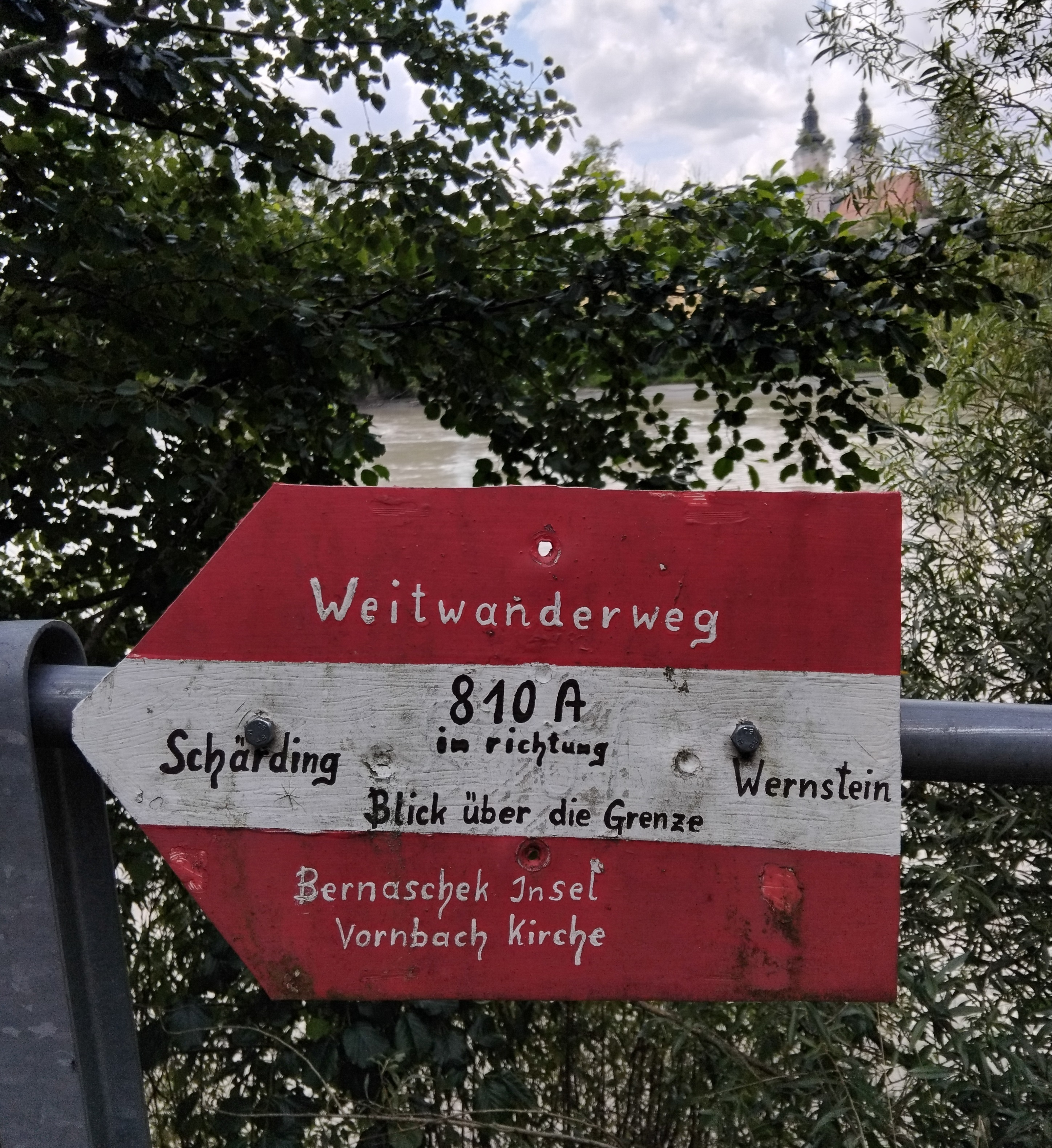
Hinweisschild am Wanderweg am österreichischen Innufer